# 아이리시 로버
아이리시 로버(The Irish Rover)는 아일랜드의 고전 포크송이다. 1806년에 아일랜드 남부의 항구 도시 코크를 출항하여 미국 뉴욕으로 향하다가 안개를 만나 좌초된 '아이리시 로버'(Irish Rover) 호의 항해 이야기이다. 작가는 명확하진 않지만, 19세기의 작곡가 J.M.크로프트로 알려져 있다. 비극적인 내용이지만 쾌활하고 밝은 가락에 맞춰 부른다. 아일랜드 사람들은 해양적 기질이 강하다. 섬나라인 데다가 기후도 흐리고 비가 많으며, 토양도 척박하기 때문에 예로부터 수산업과 해운업이 발달해 왔다. 이 곡은 그러한 아일랜드 사람들의 해양적 기질과 쾌활한 국민성을 반영하고 있다. 1964년에 결성된 아일랜드계 캐나다 포크 그룹인 디 아이리시 로버스(The Irish Rovers)는 이 곡에서 이름을 따 왔다. 가사는 가수들마다 조금씩 다르다. 표준은 4절로 되어 있고 4절짜리가 가장 널리 불리지만, 4절을 5절 또는 6절로 늘려 부르기도 한다. 가사는 각 가수별로 아래쪽에 링크되어 있다.
수사법을 보면 과장법과 점층법이 돋보인다. 3절(가수에 따라 2절로 옮겨 오기도 함)을 보면 화물이 각각 몇백만씩 실려 있었다는 말이 나오는데, 한 행 내려갈 때마다 백만씩 증가한다. 아이리시 로버 호를 she로 받고 있으나, 이는 의인화는 아니다. 영어에서 선박과 열차는 대명사를 여성으로 받는다.
- 더 더블리너스 가사: http://www.allthelyrics.com/lyrics/dubliners/the_irish_rover-lyrics-223273.html
- 더 클랜시 브라더스 가사: http://www.houseoflyrics.com/lyrics/the_clancy_brothers/irish_rover.html